# 방축로 (계양구)
방축로(Bangchuk-ro)는 인천광역시 계양구 방축동에서 목상동까지 이어지는 인천광역시도로, 총 연장은 4.088 km이다. 

## 유래
방축동 한성아파트에서 방축마을을 지나 다남동, 목상동까지 계양산을 관통하는 도로 구간으로, 특히 방축마을의 주요 도로라는 의미에서 부여되었다.

## 역사
- 2009년 10월 9일 : 도로명으로 방축로를 고시

## 주요 경유지
- 계양구
  - 방축동 - 다남동 - 목상동

## 접촉하는 도로
- 장제로
- 박촌로
- 화산로
- 역골로
- 다남로

## 주변 건물 및 시설
- 인천어린이과학관 (방축로 21/방축동 108-1)
- 병방중앙교회 (방축로 45/방축동 107-1)